# Menhir von Crobane

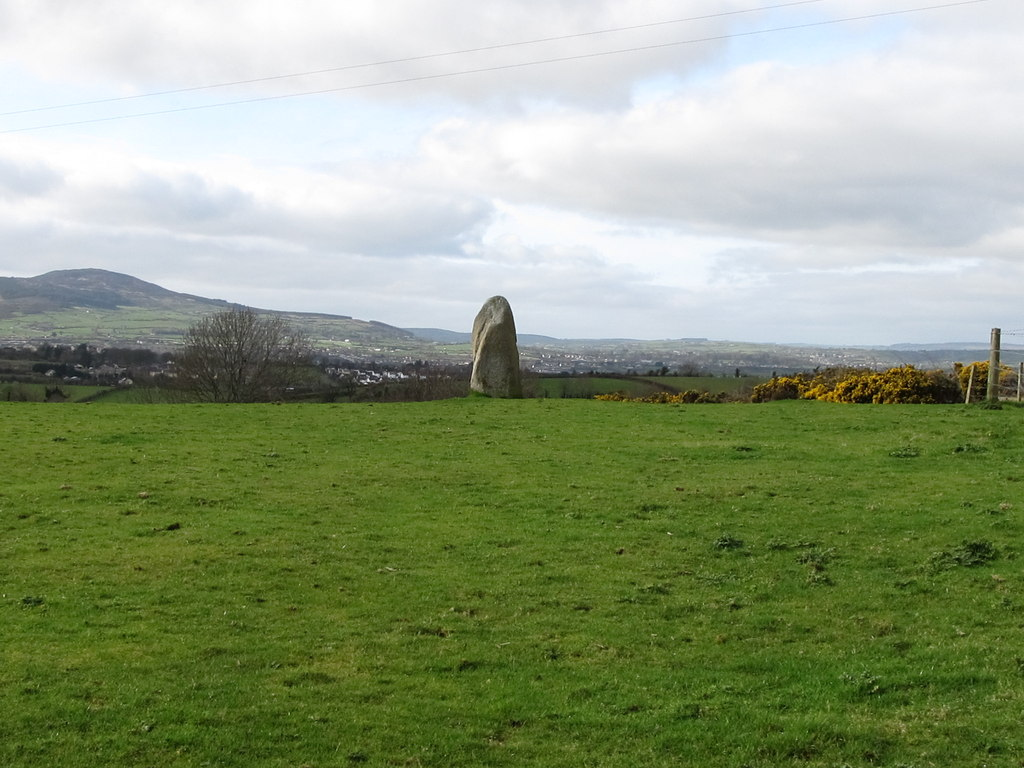
Menhir von Crobane

Der Menhir von Crobane steht auf einer Wiese etwa 40 m westlich der Nord-Süd verlaufenden Crohill Road, zwischen Newry und Mayobridge im County Down in Nordirland.
Auf alten OS-Karten wird die Stelle als „Giant’s Grave“ (deutsch „Riesengrab“) bezeichnet. Dies deutet an, dass es der Rest einer größeren Struktur sein kann. Allerdings gibt es keine Spuren davon in der unmittelbaren Umgebung. 
Der unten grob rechteckige phallische Menhir (englisch Standing Stone) verjüngt sich im oberen Bereich allmählich zu einem Punkt. Es ist etwa 1,5 m hoch, leicht abgewittert und hat eine Basisbreite von etwa 0,75 m.
In der Nähe stehen der christianisierte (cross-carved) Menhir von Edenmore, der Menhir von Barnmeen und der 2,6 m hohe Menhir von Tamnaharry mit der Einfriedung „Cloghadda“.